# Stomp
Stomp je perkusní hudební soubor, který vznikl v létě roku 1991 ve Velké Británii. Jeho zakladateli jsou bubeník a reklamní režisér Luke Cresswell a jeho kamarád, též herec a režisér, Steve McNicholas. Původní program pořadu byl poprvé uveden v Edinburghu. Původní soubor pak hrál na mnoha dalších místech po celém světě. V únoru 1994 zahájil sérii v New York, která byla oceněna cenami Obie a Drama Desk